# Macchia di S. Angelo Romano
Macchia di S. Angelo Romano este o arie protejată (arie specială de conservare — SAC, sit de importanță comunitară — SCI) din Italia întinsă pe o suprafață de 798 ha, integral pe uscat.

## Localizare
Centrul sitului Macchia di S. Angelo Romano este situat la coordonatele 42°02′35″N 12°43′26″E / 42.043056°N 12.723889°E.

## Înființare
Situl Macchia di S. Angelo Romano a fost declarat sit de importanță comunitară în iunie 1995 pentru a proteja 4 specii de animale. Situl a fost protejat și ca arie specială de conservare în decembrie 2016.

## Biodiversitate
Situată în ecoregiunea mediteraneană, aria protejată conține 2 habitate naturale: Tufărișuri termo-mediteraneene și de pre-deșert, Pseudostepă cu ierburi și specii anuale de Thero-Brachypodietea.
La baza desemnării sitului se află mai multe specii protejate:
- păsări (1): gaia neagră (Milvus migrans)
- nevertebrate (1): croitorul mare al stejarului (Cerambyx cerdo)
- reptile (2): șarpele cu patru dungi (Elaphe quatuorlineata), țestoasă bănățeană (Testudo hermanni)

Pe lângă speciile protejate, pe teritoriul sitului au mai fost identificate 4 specii de plante, 2 specii de amfibieni, 2 specii de mamifere, 1 specie de reptile.